# Santi Ibáñez
Santi Ibáñez (Barcelona, 15 de març de 1958 - 29 de desembre de 2016) fou un actor català de cinema, teatre i televisió, conegut pel seu paper de Beni a El cor de la ciutat o les seves aparicions a Temps de silenci, Estació d'enllaç i Plats Bruts.
Ibáñez es va iniciar en el món del teatre de la mà d'Albert Boadella, amb la companyia Els Joglars, i va treballar en altres companyies com La Cubana, sota la direcció de directors com Sergi Belbel.

## Aparicions

### Cinema
- 1994: Escenes d'una orgia a Formentera, de Francesc Bellmunt
- 1998: El viaje de Arián, d'Eduard Bosch
- 1999: Morir (o no), de Ventura Pons
- 2000: Anita no perd el tren, de Ventura Pons
- 2004: Hot Milk, de Ricardo Bofill
- 2009: Xtrems, d'Abel Folk i Joan Riedweg

### Televisió
- 1988: Som una meravella, d'Albert Boadella (TVE i TV3)
- 1993: Ya semos europeos, d'Albert Boadella (TVE)
- 1994-1995: Secrets de família, d'Eduard Cortés (TV3), com Eliseu Palahí
- 1995: La Lloll, de Jordi Frades (TV3)
- 1995-1996: Estació d'enllaç, de Sonia Sánchez (TV3), com Alfons
- 1996: El diari d'Anna Frank (telefilm), de Tamzin Townsend
- 1996-1997: El joc de viure, de Jordi Frades (TV3), com Ramon
- 1999-2000: Plats bruts, d'Oriol Grau (TV3)
- 2001: Moncloa dígame, d'Oriol Grau (Tele5)
- 2001-2002 Temps de silenci, d'Enric Banqué (TV3), com Manel Burrull
- 2005-2007: El cor de la ciutat, d'Esteve Rovira (TV3)

### Teatre
- 1983-1984: Teledeum Cia. Els Joglars, dirigida per Albert Boadella
- 1984-1985: Els virtuosos de Fontainebleau Cia. Els Joglars, dirigida per Albert Boadella
- 1986-1987: Bye Bye Beethoven Cia. Els Joglars, dirigida per Albert Boadella
- 1988-1989: 25 anys de Joglars Cia. Els Joglars, dirigida per Albert Boadella
- 1990: Duros a quatre peles Centre Dramàtic de la Generalitat, dirigida per Joan Anguera
- 1991-1992: Cómeme el coco, negro Cia. La Cubana, dirigida per Jordi Milán
- 1993-1994: El gest, de Guillermo Ayesa i Glòria Rognoni
- 1994-1995: El diari d'Anna Frank, de Tamzin Townsend
- 1995-1996: L'hostalera de Carlo Goldoni, dirigida per Sergi Belbel
- 1997: Mala sang de David Plana
- 1997-1998: Morir, al Centre Dramàtic de la Generalitat, dirigida per Sergi Belbel
- 1998: Aquí no paga ni Déu, de Toni Sevilla
- 1998-1999: El suïcida, de Magda Puyo
- 1999-2000: Penjats, de Tamzin Townsend
- 2001: 23 centímetres, de Josep Maria Mestres
- 2001: Creieu-me, un esperit se m'ha ficat al cos, de Jaume Mallofré
- 2001-2002: La dama enamorada, al Teatre Nacional de Catalunya, dirigida per Rafel Duran
- 2002-2003: Pel davant i pel darrera, d'Alexander Herold
- 2005-2006: Mentiders d'Anthony Neilson, dirigida per Abel Folk
- 2007: Èric i l'Exèrcit del Fènix de Víctor Alexandre, al Teatre Borràs, dirigida per Pere Planella